# Fontana di piazza Mazzini

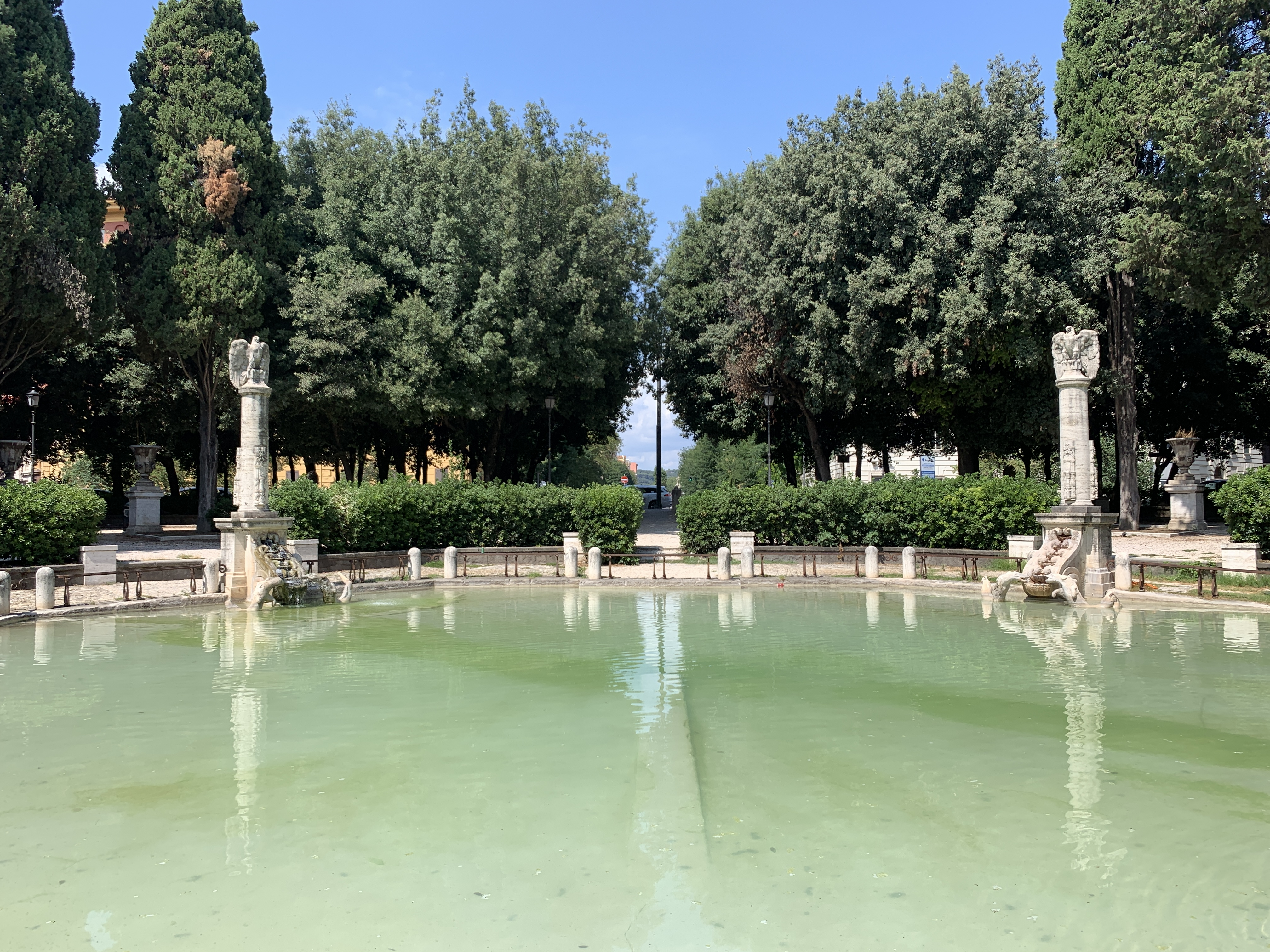
veduta parziale

La scenografica fontana di piazza Mazzini si trova a Roma, al centro dell'omonima piazza, in un'area adibita a giardino pubblico delimitata da alberi e cespugli.
Su progetto di Raffaele De Vico, realizzato tra il 1927 e il 1930 con la collaborazione di Ermenegildo Luppi per le sculture, la parte centrale dello spiazzo venne occupata con una vasta piscina ottagonale a livello, larga 25 metri, intorno alla quale, ad una quota poco più bassa di quella stradale, è sistemato un camminatoio pavimentato con eleganti decorazioni in ghiaia di fiume e ciottoli policromi di varia dimensione, che formano una lunga composizione a mosaico raffigurante segni zodiacali, cornucopie, soli raggianti e vele di antiche navi. Sul bordo della piscina, a lati alterni, quattro piccole fontane rivolte verso l'interno e strutturate in un piano inclinato lungo il quale si aprono, l'una dopo l'altra, cinque piccole vaschette, ciascuna fiancheggiata da una coppia di pesci. L'acqua le riempie in sequenza, tracimando nella vaschetta immediatamente più bassa. L'ultima è più grande delle altre, ed è a forma di conchiglia, anch'essa fiancheggiata da due pesci (ma forse si tratta piuttosto di draghi marini), molto più grandi degli altri, che dalle bocche aperte ne zampillano altra acqua all'interno. Ogni fontana è sormontata da una corta colonna ornata con le insegne del regime fascista: l'aquila con le ali semispiegate, in cima, sopra l'acronimo “S.P.Q.R.”, e tre fasci in bassorilievo, lungo il fusto.
Dopo il successo ottenuto tre anni prima con l'originale trovata di aggiungere alla fontana delle Anfore delle cannule che consentissero anche di poter bere alla fontana, il progetto di piazza Mazzini replicò l'iniziativa. Sul lato esterno di ognuna delle quattro fontane, quello verso il camminatoio e quindi dalla parte accessibile, venne posta una bocchetta, ancora decorata con un pesce, che riversa la sua acqua in una vasca semicircolare addossata al muro, sorretta da un finto mezzo  balaustro, dalla quale l'acqua stessa trabocca venendo eliminata dal chiusino a terra.
Sopra il rilievo del pesce, l'iscrizione “ACQVA DI TREVI” informa che la fontana è collegata con l'acquedotto dell'Acqua Vergine, lo stesso che alimenta anche la fontana di Trevi.
L'intero perimetro della fontana è circondato da una serie di colonnine in pietra collegate tra loro da un'inferriata, che lascia liberi solo i quattro accessi composti da due gradini in discesa.
L'ultimo restauro risale al 2001.